# Otinotus bovinus
Otinotus bovinus är en insektsart som beskrevs av William Lucas Distant. Otinotus bovinus ingår i släktet Otinotus och familjen hornstritar. Inga underarter finns listade i Catalogue of Life.